# Campeonato Mundial de Clubes de Voleibol Masculino de 1989
O Campeonato Mundial de Clubes de Voleibol Masculino de 1989 foi a primeira edição do torneio organizado anualmente pela FIVB desde então. Foi disputado de 9 a 10 de dezembro de 1989 em Parma, Itália. A equipe italiana Maxicono Parma conquistou seu primeiro e único título vencendo a equipe, até então, soviética CSKA Moscou na final.
Foi a primeira vez que o país sediou o torneio. As outras foram em 1990 (Milão) e  em 1992 (Treviso).

## Classificação Final
Esta é a classificação final do Mundial de Clubes de 1989: 
| Pos | Equipe               | Confederação |
| --- | -------------------- | ------------ |
| 1   | Maxicono Parma       | CEV          |
| 2   | CSKA Moscou          | CEV          |
| 3   | CA Pirelli           | CSV          |
| 4   | EC Banespa           | CSV          |
| 5   | Nippon Steel         | AVC          |
| 6   | Club Sportif Sfaxien | CAVB         |